# Ginnastica ai Giochi della X Olimpiade - Concorso a squadre maschile
La competizione del concorso a squadre maschile di Ginnastica artistica dei Giochi della X Olimpiade si è svolta al Memorial Coliseum di Los Angeles dall'8 al 10 agosto 1932.

## Risultati
Cinque atleti per squadre. I quattro migliori punteggi ottenuti nella prova individuale contavano per la classifica finale.
| Pos.    | Nazione     | Atleti              | Punteggi alle singole prove | Punteggi alle singole prove | Punteggi alle singole prove | Punteggi alle singole prove | Punteggi alle singole prove | Punti Indiv. | Punti Totali |
| Pos.    | Nazione     | Atleti              | Volteggio                   | Parallele                   | Sbarra                      | Anelli                      | Cavallo                     | Punti Indiv. | Punti Totali |
| ------- | ----------- | ------------------- | --------------------------- | --------------------------- | --------------------------- | --------------------------- | --------------------------- | ------------ | ------------ |
| Oro     | Italia      | Romeo Neri          | 27,525                      | 28,100                      | 28,900                      | 28,050                      | 28,050                      | 140,625      | 541,850      |
| Oro     | Italia      | Mario Lertora       | 27,250                      | 27,250                      | 28,200                      | 28,350                      | 23,350                      | 134,400      | 541,850      |
| Oro     | Italia      | Savino Guglielmetti | 28,325                      | 28,400                      | 28,200                      | 26,850                      | 22,600                      | 134,375      | 541,850      |
| Oro     | Italia      | Oreste Capuzzo      | 23,700                      | 27,300                      | 27,500                      | 27,800                      | 26,150                      | 132,450      | 541,850      |
| Oro     | Italia      | Franco Tognini      | 24,875                      | 27,100                      | 26,300                      | 26,250                      | 22,750                      | 127,275      | 541,850      |
| Argento | Stati Uniti | Frank Haubold       | 25,725                      | 28,000                      | 26,900                      | 23,450                      | 28,450                      | 132,525      | 522,275      |
| Argento | Stati Uniti | Fred Meyer          | 27,550                      | 26,450                      | 27,100                      | 22,150                      | 28,400                      | 131,650      | 522,275      |
| Argento | Stati Uniti | Al Jochim           | 26,775                      | 27,950                      | 26,550                      | 23,600                      | 24,200                      | 129,075      | 522,275      |
| Argento | Stati Uniti | Frank Cumiskey      | 26,525                      | 25,000                      | 26,150                      | 23,400                      | 27,950                      | 129,025      | 522,275      |
| Argento | Stati Uniti | Michael Schuler     | 20,975                      | 27,150                      | 24,550                      | 20,850                      | 21,400                      | 114,925      | 522,275      |
| Bronzo  | Finlandia   | Heikki Savolainen   | 22,925                      | 28,400                      | 27,250                      | 27,650                      | 28,350                      | 134,575      | 509,775      |
| Bronzo  | Finlandia   | Mauri Nyberg-Noroma | 23,050                      | 27,150                      | 26,200                      | 26,600                      | 26,800                      | 129,800      | 509,775      |
| Bronzo  | Finlandia   | Einari Teräsvirta   | 22,950                      | 24,550                      | 27,200                      | 24,200                      | 23,800                      | 122,700      | 509,775      |
| Bronzo  | Finlandia   | Ilmari Pakarinen    | 22,000                      | 26,550                      | 22,650                      | 24,750                      | 26,750                      | 122,700      | 509,775      |
| Bronzo  | Finlandia   | Martti Uosikkinen   | 23,375                      | 18,350                      | 26,550                      | 25,500                      | 27,300                      | 121,075      | 509,775      |
| 4       | Ungheria    | István Pelle        | 24,675                      | 27,900                      | 29,150                      | 28,350                      | 24,850                      | 134,925      | 465,650      |
| 4       | Ungheria    | Miklós Péter        | 17,350                      | 26,500                      | 27,650                      | 25,850                      | 21,850                      | 119,200      | 465,650      |
| 4       | Ungheria    | Péter Boros         | 20,825                      | 19,600                      | 20,650                      | 19,650                      | 25,050                      | 105,775      | 465,650      |
| 4       | Ungheria    | József Hegedűs      | 18,050                      | 24,350                      | 16,850                      | 24,350                      | 22,150                      | 105,750      | 465,650      |
| 5       | Giappone    | Toshihiko Sasano    | 23,625                      | 25,500                      | 24,800                      | 25,550                      | 9,000                       | 108,475      | 402,000      |
| 5       | Giappone    | Shigeo Homma        | 22,550                      | 20,650                      | 26,300                      | 20,950                      | 12,650                      | 103,100      | 402,000      |
| 5       | Giappone    | Takao Kondo         | 22,775                      | 22,800                      | 22,800                      | 22,800                      | 10,750                      | 101,925      | 402,000      |
| 5       | Giappone    | Yoshitaka Takeda    | 18,450                      | 18,750                      | 20,100                      | 17,200                      | 14,000                      | 88,500       | 402,000      |
| 5       | Giappone    | Fujio Kakuta        | 9,500                       | 19,500                      | 25,450                      | 19,850                      | 11,000                      | 85,300       | 402,000      |